# Hormathophylla macrocarpa
Hormathophylla macrocarpa är en korsblommig växtart som först beskrevs av Dc., och fick sitt nu gällande namn av Philippe Küpfer. Hormathophylla macrocarpa ingår i släktet Hormathophylla och familjen korsblommiga växter. Inga underarter finns listade i Catalogue of Life.